# Liste der Geotope im Landkreis Harburg
Die Liste der Geotope im Landkreis Harburg nennt die Geotope im Landkreis Harburg in Niedersachsen.
| Geotop-Nr. | Bezeichnung         | Ort | Bemerkung | Koordinaten                     | Bild                                |
| ---------- | ------------------- | --- | --- | ------------------------------- | ----------------------------------- |
| 2524/03    | ehemalige Kiesgrube | Süd- und Ostwand, nördlicher Ortsrand Grauen, Moisburg                                                                  | Geotoptyp: Grundmoräne. Länge 200 m, Breite 100 m, Höhe 10 m. Stratigraphie: Quartär-Pleistozän. | 53° 24′ 28,8″ N, 9° 44′ 45,6″ O | ehemalige Kiesgrube nördlich Grauen |
| 2525/03    | Findling, Wegestein | 1,2 km NNW Sieversen, am Weg von Siedlung Sottorf nach E zum Staatsforst, Wegekreuzung, SE-Ecke, Jagen 106, Rosengarten | Geotoptyp: Findling. Länge 2,7 m, Breite 1,7 m, Höhe 1,4 m. Stratigraphie: Quartär-Pleistozän, Saale-Kaltzeit. Petrographie: Småland-Granitporphyr, windpoliert. | 53° 25′ 1,2″ N, 9° 52′ 4,8″ O   |                                     |
| 2525/08    | Findling, Wegestein | 750 m N Forstamt Rosengarten, Wegegabelung, W-Rand Jagen 97                                                             | Geotoptyp: Findling. Länge 2,9 m, Breite 2,2 m, Höhe 1,5 m. Stratigraphie: Quartär-Pleistozän, Saale-Kaltzeit. Petrographie: Gneis, Granit | 53° 24′ 35″ N, 9° 51′ 30,5″ O   |                                     |
| 2525/07    | Findling            | 375 m SW Forstamt Rosengarten, Wegekreuzung, S-Rand Jagen 86                                                            | Geotoptyp: Findling. Länge 2,0 m, Breite 1,1 m, Höhe 1,4 m. Stratigraphie: Quartär-Pleistozän, Saale-Kaltzeit. Petrographie: Granit, grobkörnig | 53° 24′ 8,7″ N, 9° 51′ 0,4″ O   |                                     |
| 2626/01    | Findling            | westl. Ortsrand Stelle, E Heimstraße                                                                                    | Geotoptyp: Findling. Länge 2,3 m, Breite 1,4 m, Höhe 1 m. Stratigraphie: Quartär-Pleistozän, Saale-Vereisung/Drenthe Stadium. Petrographie: kleinkörniger, rötlicher Granit mit blassroten, bis knapp 1 cm großen Feldspäten und bläulich grauen Quarzen von 1 bis 3 mm Durchmesser "Roten Växjö-Granit". | 53° 22′ 59,5″ N, 10° 5′ 49,9″ O |                                     |
| 2626/02    | Findling            | Stelle Ortsmitte, liegt in Gartenanlage vor Turnhalle                                                                   | Geotoptyp: Findling. Länge 2,2 m, Breite 1,5 m, Höhe 1 m. Stratigraphie: Quartär. Petrographie: rötlich-grauer, mittelkörniger Gneis, deutliche Bänderung z. T. fast augengneisartig, d. h. einzelne Feldspäte sind linsenförmig ausgelängt.                                                              | 53° 22′ 58,8″ N, 10° 6′ 32,4″ O |                                     |